# لورين وينفيلد هيل
لورين وينفيلد هيل (بالإنجليزية: Lauren Winfield-Hill)‏ (مواليد 16 أغسطس 1990) هي لاعبة كريكت بريطانية، تشارك مع منتخب إنجلترا منذ عام 2013.

## وصلات خارجية
- لورين وينفيلد هيل على موقع إي آس بي آن كريك إنفو (الإنجليزية)